# Мобилна реклама
Мобилната реклама е вид реклама, която се разпространява към смартфони и мобилните телефони с интернет, или други мобилни устройства в мобилния уеб. Тя е част от мобилния маркетинг.

## Общ преглед
Хората приемат мобилната реклама главно като онлайн или интернет съобщение, но нейният обхват е много по-голям. По-голямата част от мобилната реклама е насочена към мобилните телефони, които към 2009 са били 4.6 милиарда в целия свят. За сравнение настолните компютри и лаптопи са едва 1.1 милиарда. Все повече рекламодатели се насочват към мобилния рекламен пазар, макар и той да заема само 1% от парите, изхарчени за глобална реклама. Мобилните медии се развиват много бързо и макар пазарът на мобилните телефони да продължава да се разраства, не е ясно дали мобилните телефони, базирани на WiFi, или смартфоните, базирани на WiMAX зони, няма също да се засилят.
Мобилните телефони са три пъти повече от телевизионните приемници, четири пъти повече от потребителите на настолни компютри и пет пъти повече от лаптоп и десктоп ползвателите. Поради тази причина рекламодателите са се насочили точно към тази медия. Статистиката показва, че в Испания 75% от мобилните телефони получават реклами, във Франция 62%, а в Япония 54%. Само в Япония мобилната реклама е на стойност 900 милиона долара. Според фирмата за проучвания Berg Inside, световният пазар за мобилна реклама е оценен на около 1 милиард през 2008 г. Berg Inside прогнозира, че глобалният рекламен пазар ще се разрасне с 43% и ще достигне 8.7 милиарда евро през 2014 г.

## Видове
Този вид реклама се прилага по различен начин в отделните пазарни ниши. На някои места се използва като мобилен банер (горната част на страницата) или като мобилен уеб постер (долната част на страницата). На други места е застъпен главно от SMS рекламата, която се оценява на повече от 90% от приходите на мобилния маркетинг в света. Като друг вид форма могат да се включат MMS рекламите в мобилните игри и видео, които се предават по мобилната телевизия. Друг вариант е в самата уеб страница да се прикачат аудиореклами, които могат да са под формата на мелодии, излъчвани преди сигнала за запис на гласова поща или аудио записи, които се пускат докато се комуникира с даден вид услуга по телефона, например при купуване на билети или друга телефонна услуга. Асоциацията на мобилния маркетинг и бюрото за интерактивна реклама са публикували препоръки за мобилна реклама, но е трудно да се осъвременяват в област, която се развива толкова бързо. Ефективността от мобилните медийни рекламни кампании може да се измерва по няколко начина – основните измервания са брой импресии (количество показвания) и брой на кликванията. Те също се продават на рекламодателите на брой виждания (цена на виждане) и на кликвания (цена на клик). Допълнителните оценки включват брой на прехвърляне, като съотношение на клик към обаждания и други видове измервания на интерактивността. Мобилната медия може да се ползва на мобилна уеб страница или в мобилно приложение, което често се нарича ин-ап (на английски: inner application, вътрешна апликация).

### Мобилно обогатени реклами
Забелязва се тенденция за обогатяване на стандартните мобилни банери. Включват се банери, които се увеличават по размер и по този начин предлагат на рекламодателите по-голямо пространство, на което да предлагат съответния продукт. За по-интерактивен вид в самите банери се включват различни игри или видео. Има ограничения на мобилната мултимедия, тъй като цялото кодиране трябва да бъде направено в HTML5, тъй като iOS не поддържа флаш.

## История
Мартин Купър създава мобилния телефон през 1973 г., когато е бил мениджър проекти в МОТОРОЛА. Почти три десетилетия по-късно идеята за клетъчните комуникации е въведена от БЕЛ лаборатории. Две десетилетия по-късно клетъчните телефони дебютират на масовия пазар в началото на 90-те години. В началото функционалността на клетъчните телефони е ограничена до набиране на номер и говорене. Когато навлиза второто поколение мобилни телефони (така наречените 2G) въз основа на GSM стандарта (сега това е най-популярната мобилна технология в света с над 2 милиарда потребители) през 1991 г., цифровата технология въвежда и услугите за данни (услуга за кратко съобщение – SMS). Първото SMS съобщение между абонати е изпратено във Финландия през 1994 г. Потреблението на SMS започва постепенно да нараства, ставайки най-голямата услуга за данни по брой потребители в света. 74% от всички мобилни абонати или 2,4 милиарда души са активни ползватели на SMS (по данни от 2007 г.).
От създаването на SMS до първия случай на реклама, появила се по този медиен канал, изминават шест години. Един финландски канал за новини предлага новинарски заглавия по безплатен SMS канал, спонсориран от реклами. Първите книги за мобилна реклама, са „М-М печалби“ на Ахонен и „Мобилен маркетинг“ на Хейг от 2002 г. Няколко големи мобилни оператори създават свои собствени структури за мобилна реклама, като Aircross в Южна Корея, собственост на SK Telecoms, най-големият мобилен оператор или като D2 в Япония, партньорско дружество между най-големия мобилен оператор NTT DoCoMo и Dentsu, най-голямата японска рекламна агенция.